# Rafael Mayalde

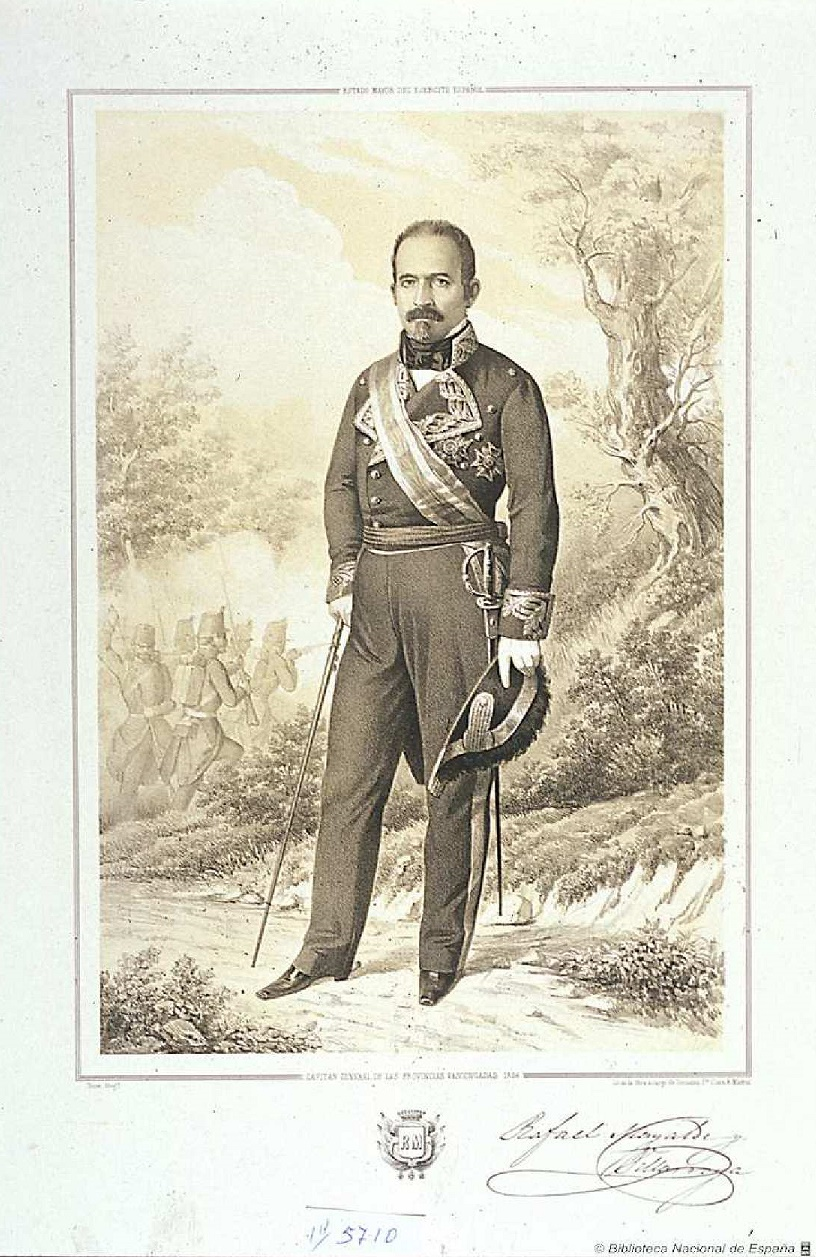
Retrato de Rafael Mayalde Villarroya, litografía de Santos González según Francisco Hernández Tomé. Inscripción: Capitán General de las Provincias Vascongadas, 1856. Ilustración de la obra de Pedro Chamorro y Baquerizo, Estado Mayor General del Ejército Español, Madrid,

Rafael Mayalde y Villaroya (Valencia, 24 de octubre de 1805 – Madrid, 23 de abril de 1870) fue un militar y político español.

## Biografía
Militar valenciano que ocupó la Capitanía General de Cataluña en 1865 y entre abril y septiembre de 1868, pocos meses antes de la Gloriosa, el Ministerio de la Guerra. Desde 1865 era senador vitalicio.